# دوريس فرانكل
دوريس فرانكل (بالإنجليزية: Doris Frankel)‏ هي كاتبة مسرحية وكاتِبة وشاعرة أمريكية، ولدت في 20 مارس 1909، وتوفيت في 3 فبراير 1994 بسبب سكتة.

## وصلات خارجية
- دوريس فرانكل على موقع IMDb (الإنجليزية)
- دوريس فرانكل على موقع قاعدة بيانات برودواي على الإنترنت (الإنجليزية)